# Соната для фортепіано № 9 (Моцарт)
Соната для фортепіано № 9 В. А. Моцарта, KV 311, ре мажор написана 1777 року.
Складається з трьох частин:
1. Allegro con spirito
2. Andantino con espressione
3. Rondeau (allegro)

Соната триває близько 16 хвилин.